# Segunda División 1947-1948 (Spagna)
L'edizione 1947-48 della Segunda División fu il diciassettesimo campionato di calcio spagnolo di seconda divisione. Il campionato vide la partecipazione di 14 squadre. Le prime due ottennero la promozione in Primera División mentre le ultime due retrocessero in Tercera División.

## Classifica finale
|  |     | Classifica finale 1947-48 | Pt | G  | V  | N | P  | GF | GS | DR  |
|  | --- | ------------------------- | -- | -- | -- | - | -- | -- | -- | --- |
|  | 1.  | Real Valladolid           | 36 | 26 | 15 | 6 | 5  | 60 | 43 | +17 |
|  | 2.  | Deportivo La Coruña       | 33 | 26 | 15 | 3 | 8  | 67 | 29 | +38 |
|  | 3.  | Racing Ferrol             | 28 | 26 | 13 | 2 | 11 | 67 | 45 | +22 |
|  | 4.  | Malaga                    | 28 | 26 | 13 | 2 | 11 | 65 | 52 | +13 |
|  | 5.  | Levante                   | 27 | 26 | 11 | 5 | 10 | 63 | 53 | +10 |
|  | 6.  | Hércules                  | 26 | 26 | 12 | 2 | 12 | 68 | 63 | +5  |
|  | 7.  | Granada                   | 24 | 26 | 10 | 4 | 12 | 48 | 57 | -9  |
|  | 8.  | Valencia Mestalla         | 24 | 26 | 10 | 4 | 12 | 59 | 65 | -6  |
|  | 9.  | Barakaldo                 | 24 | 26 | 12 | 0 | 14 | 52 | 69 | -17 |
|  | 10. | Badalona                  | 24 | 26 | 10 | 4 | 12 | 63 | 76 | -13 |
|  | 11. | Real Murcia               | 23 | 26 | 9  | 5 | 12 | 45 | 59 | -14 |
|  | 12. | Castellón                 | 23 | 26 | 10 | 3 | 13 | 48 | 60 | -12 |
|  | 13. | Maiorca                   | 22 | 26 | 9  | 4 | 13 | 45 | 66 | -21 |
|  | 14. | Córdoba                   | 22 | 26 | 9  | 4 | 13 | 42 | 55 | -13 |

## Record
- Maggior numero di vittorie:  Real Valladolid,  Deportivo La Coruña  (15)
- Minor numero di sconfitte:  Real Valladolid (5)
- Migliore attacco:  Hércules (68 reti segnate)
- Miglior difesa:  Deportivo La Coruña (29 reti subite)
- Miglior differenza reti:  Deportivo La Coruña (+38)
- Maggior numero di pareggi:  Real Valladolid (6)
- Minor numero di pareggi:  Barakaldo (0)
- Maggior numero di sconfitte:  Barakaldo (14)
- Minor numero di vittorie:  Real Murcia,  Maiorca,  Córdoba (9)
- Peggior attacco:  Córdoba (42 reti segnate)
- Peggior difesa:  Badalona (76 reti subite)
- Peggior differenza reti:  Maiorca (-21)

## Verdetti
- Real Valladolid e  Deportivo La Coruña promosse in Primera División spagnola 1948-1949.
- Maiorca e  Córdoba retrocesse in Tercera División.